# Пещера Пеш-Мерль
Пеш-Мерль, фр. Pech Merle — пещера на склоне холма в коммуне Кабрере, департамент Ло, регион Юг-Пиренеи на территории Франции, примерно в 35 минутах езды по шоссе от г. Каор. Это одна из знаменитых французских пещер, где были обнаружены памятники доисторического искусства эпохи палеолита, открытая для публичного доступа. На протяжении более 1,5 км тянется коридор со впадинами, на стенах некоторых из них обнаружены настенные изображения периода граветтской культуры, хотя некоторые рисунки, возможно, относятся к более поздней мадленской культуре (около 16 тыс. лет назад)
В древности здесь протекала крупная река, которая и пробила в каменистой породе данную пещеру.
В семи камерах пещеры обнаружены яркие, живые изображения таких животных, как мамонт, пятнистые лошади, одноцветные лошади, быки, северные олени, а также отпечатки человеческих ладоней и даже изображения людей. На глубине около 0,7 км были найдены отпечатки детских ступней в глине. В радиусе 10 км от пещеры находятся 10 других пещер с образцами искусства времён верхнего палеолита, однако, в отличие от Пеш-Мерль, все они закрыты для публики.
В эпоху последнего ледникового периода эти пещеры, по-видимому, использовались как убежища доисторическими обитателями, когда местный климат был близок к современному арктическому, а фауна значительно отличалась от нынешней. Предполагается, что в эпоху потепления вход в пещеру был блокирован из-за оползней, вызванных дождями, благодаря чему пещера находилась в герметичном состоянии до начала XX века, и доисторические рисунки сохранились в превосходном состоянии.
Пещера Пеш-Мерль открыта для публичного доступа с 1926 года. Размер групп ограничен по числу посетителей, поскольку повышенная влажность, тепло и избыток диоксида углерода в результате дыхания могут уничтожить изображения.
В ходе эксперимента, который провёл французский археолог Мишель Лорбланше (фр. Michel Lorblanchet), установлено, что некоторые рисунки, по-видимому, наносились на стену при помощи аккуратных плевков красящим веществом.